# Igor Valetov
Igor Anatoljevitj Valetov (ryska: Игорь Анатольевич Валетов), född den 1 februari 1946 i Tasjkent i Uzbekiska SSR i Sovjetunionen (nu Uzbekistan), är en sovjetisk fäktare.
Han tog OS-brons i herrarnas lagtävling i värja i samband med de olympiska fäktningstävlingarna 1972 i München.